# Carabodes atrichosus
Carabodes atrichosus är en kvalsterart som beskrevs av Sandór Mahunka 1984. Carabodes atrichosus ingår i släktet Carabodes och familjen Carabodidae. Inga underarter finns listade.